# Симчич, Мирослав Васильевич
Мирослав Васильевич Симчич (укр. Симчич Мирослав Васильович, 5 января 1923, село Выжний Березов Станиславского воеводства, Польша, ныне Ивано-Франковская область Украины — 18 января 2023, Коломыя, Украина) — деятель украинского националистического движения, сотник УПА. Герой Украины (2022).

## Биография
С 1939 по 1942 год учился в вечерней школе. По окончании школы поступил в Коломыйский архитектурный техникум, который закончил в 1944 году. В 1941 году вступил в молодежную организацию ОУН. C 20 октября 1943 в УПА. Окончил командирскую школу в 1944 году, командир взвода.
Под Новый 1945 год участвовал в бою в районе с. Космач, где сотня УПА окружила батальон советских пограничных войск, причём под конец боя принял командование сотней от раненого сотника. Зимой 1945 года со своей сотней напал из засады на полк НКВД, в бою был ранен.
В конце 1948 года взят в плен, в 1949 году осуждён Ивано-Франковским военным трибуналом на 25 лет лагерей. Срок отбывал на Колыме. В 1953 году за «организацию националистической группы» всем участникам было дано ещё по 10 лет. В 1956 году было принято решение о поглощении остатка первого срока вторым (1953—1963). В 1963 году освобождён, однако в 1968 году вновь арестован по «вновь открывшимся обстоятельствам». Решение 1956 года о сокращении срока было отменено, и Симчич был направлен отбывать срок по приговору 1949 года. Перед освобождением в 1982 году получил новый срок в 2,5 лет «за клевету на советский общественный и политический строй». Освобождён в 1985 году, пробыв в заключении в общей сложности 32 года, 6 месяцев и 3 дня.
5 января 2008 года ему установлен прижизненный 3-метровый памятник в Коломые, где он проживал. Симчич присутствовал на открытии в сопровождении двоих детей и пятерых внуков. В 2009 году снят фильм о эпизоде из жизни Мирослава — «Война Мирослава Симчича» (режиссёр Александр Рябокрыс).
Скончался 18 января 2023 года на 101-м году жизни.

## Награды
- Герой Украины с вручением ордена «Золотая Звезда» (14 октября 2022 года) — за героизм, проявленный в борьбе за независимость Украины, выдающиеся личные заслуги в становлении Украинской государственности, многолетнюю плодотворную общественную деятельность[4].
- Орден Свободы (21 августа 2015 года) — за значительный личный вклад в государственное строительство, консолидацию украинского общества, социально-экономическое, научно-техническое, культурно-образовательное развитие Украины, активную общественную деятельность, весомые трудовые достижения и высокий профессионализм[5].
- Орден «За заслуги» III степени (26 ноября 2005 года) — за весомый личный вклад в национальное и государственное возрождение Украины, самоотверженность в борьбе за утверждение идеалов свободы и независимости, активную общественную деятельность[6].
- Юбилейная медаль «25 лет независимости Украины» (19 августа 2016 года) — за значительные личные заслуги в становлении независимой Украины, утверждении её суверенитета и укреплении международного авторитета, весомый вклад в государственное строительство, социально-экономическое, культурно-образовательное развитие, активную общественно-политическую деятельность, добросовестное и безупречное служение Украинскому народу[7].
- Медаль «За заслуги перед Прикарпатьем»[8].